# Temnoplectron atropolitum
Temnoplectron atropolitum là một loài bọ cánh cứng trong họ Bọ hung (Scarabaeidae).